# Pararge eximia
Pararge eximia är en fjärilsart som beskrevs av Otto Staudinger 1892. Pararge eximia ingår i släktet Pararge och familjen praktfjärilar. Inga underarter finns listade i Catalogue of Life.